# Fußball-Club Gelsenkirchen-Schalke 04 2012-2013
Questa voce raccoglie le informazioni riguardanti l' Fußball-Club Gelsenkirchen-Schalke 04  nelle competizioni ufficiali della stagione 2012-2013.

## Stagione
Nella stagione 2012-2013 lo Schalke, allenato da Jens Keller, concluse il campionato di Bundesliga al 4º posto. In coppa di Germania lo Schalke fu eliminato agli ottavi di finale dal Magonza. In Champions League lo Schalke fu eliminato agli ottavi di finale dal Galatasaray.

## Rosa
| N. |                                 | Ruolo | Calciatore            |
| -- | ------------------------------- | ----- | --------------------- |
| 1  | Germania (bandiera)             | P     | Ralf Fährmann         |
| 34 | Germania (bandiera)             | P     | Timo Hildebrand       |
| 38 | Germania (bandiera)             | P     | Ferdinand Oswald      |
| 36 | Germania (bandiera)             | P     | Lars Unnerstall       |
| 24 | Turchia (bandiera)              | D     | Kaan Ayhan            |
| 26 | Germania (bandiera)             | D     | Dennis Erdmann        |
| 23 | Austria (bandiera)              | D     | Christian Fuchs       |
| 4  | Germania (bandiera)             | D     | Benedikt Höwedes      |
| 35 | Bosnia ed Erzegovina (bandiera) | D     | Sead Kolašinac        |
| 32 | Camerun (bandiera)              | D     | Joël Matip            |
| 21 | Germania (bandiera)             | D     | Christoph Metzelder   |
| 14 | Grecia (bandiera)               | D     | Kyriakos Papadopoulos |
| 22 | Giappone (bandiera)             | D     | Atsuto Uchida         |
| 11 | Paesi Bassi (bandiera)          | C     | Ibrahim Afellay       |
| 27 | Svizzera (bandiera)             | C     | Tranquillo Barnetta   |
| 12 | Germania (bandiera)             | C     | Marco Höger           |

| N. |                        | Ruolo | Calciatore          |
| -- | ---------------------- | ----- | ------------------- |
| 13 | Stati Uniti (bandiera) | C     | Jermaine Jones      |
| 30 | Germania (bandiera)    | C     | René Klingenburg    |
| 37 | Spagna (bandiera)      | C     | Manuel Torres       |
| 29 | Germania (bandiera)    | C     | Max Meyer           |
| 9  | Brasile (bandiera)     | C     | Michel Bastos       |
| 28 | Germania (bandiera)    | C     | Christoph Moritz    |
| 33 | Russia (bandiera)      | C     | Roman Neustädter    |
| 15 | Grecia (bandiera)      | C     | Vasilios Pliatsikas |
| 18 | Brasile (bandiera)     | C     | Raffael             |
| 31 | Germania (bandiera)    | A     | Julian Draxler      |
| 17 | Perù (bandiera)        | A     | Jefferson Farfán    |
| 25 | Paesi Bassi (bandiera) | A     | Klaas-Jan Huntelaar |
| 8  | Romania (bandiera)     | A     | Ciprian Marica      |
| 19 | Nigeria (bandiera)     | A     | Chinedu Obasi       |
| 20 | Finlandia (bandiera)   | A     | Teemu Pukki         |

## Organigramma societario
Area tecnica
- Allenatore: Jens Keller
- Allenatore in seconda: Seppo Eichkorn, Sven Hübscher, Lars Kornetka
- Preparatore dei portieri: Holger Gehrke
- Preparatori atletici: Ruwen Faller, Markus Zetlmeisl

## Risultati

### Bundesliga

#### Girone di andata
| Arbitro: | Brych |

|                      |           |                          |
| Felipe 43’ Nikçi 80’ | Marcatori | 52’ Huntelaar 64’ Holtby |

| Arbitro: | Siebert |

|                                          |           |           |
| Papadopoulos 33’ Jones 46’ Huntelaar 72’ | Marcatori | 79’ Oehrl |

| Arbitro: | Meyer |

|  |           |                        |
|  | Marcatori | 48’ Draxler 88’ Holtby |

| Arbitro: | Kircher |

|  |           |                      |
|  | Marcatori | 56’ Kroos 58’ Müller |

| Arbitro: | Hartmann |

|                                        |           |  |
| Farfán 21’ (rig.) Holtby 81’ Pukki 89’ | Marcatori |  |

| Arbitro: | Gagelmann |

|                  |           |                         |
| Schahin 48’, 77’ | Marcatori | 13’ Huntelaar 20’ Matip |

| Arbitro: | Sippel |

|                                       |           |  |
| Farfán 33’ Afellay 46’ Neustädter 58’ | Marcatori |  |

| Arbitro: | Brych |

|                 |           |                       |
| Lewandowski 55’ | Marcatori | 14’ Afellay 48’ Höger |

| Arbitro: | Kircher |

|            |           |  |
| Farfán 77’ | Marcatori |  |

| Arbitro: | Aytekin |

|                                               |           |                           |
| Volland 13’ Firmino 67’ (rig.) Schipplock 90’ | Marcatori | 37’ Neustädter 82’ Uchida |

| Arbitro: | Meyer |

|                            |           |          |
| Neustädter 59’ Draxler 69’ | Marcatori | 16’ Hunt |

| Arbitro: | Stark |

|                           |           |  |
| Schürrle 45’ Kießling 67’ | Marcatori |  |

| Arbitro: | Perl |

|               |           |            |
| Huntelaar 11’ | Marcatori | 13’ Aigner |

| Arbitro: | Gräfe |

|                                           |           |               |
| Beister 52’ Rudņevs 65’ Badelj 90’ (rig.) | Marcatori | 81’ Huntelaar |

| Arbitro: | Brych |

|             |           |                |
| Draxler 85’ | Marcatori | 62’ De Camargo |

| Arbitro: | Zwayer |

|                              |           |            |
| Ibišević 2’, 38’ (rig.), 61’ | Marcatori | 12’ Marica |

| Arbitro: | Stieler |

|            |           |                               |
| Farfán 20’ | Marcatori | 27’, 61’ Rosenthal 31’ Schmid |

#### Girone di ritorno
| Arbitro: | Aytekin |

|                                                        |           |                                     |
| Farfán 45’ Draxler 49’ Höger 64’ Marica 67’ Holtby 88’ | Marcatori | 55’ Pinto 59’, 68’ Huszti 90’ Diouf |

| Augusta 26 gennaio 2013, ore 15:30 CET 19ª giornata | Augusta | 0 – 0 referto | Schalke 04 | SGL Arena (28 553 spett.)\| Arbitro: \| Dingert \| |
| Arbitro:                                            | Dingert |               |            |                                                    |

| Arbitro: | Dankert |

|            |           |                      |
| Bastos 46’ | Marcatori | 52’ Klaus 90’ Đurđić |

| Arbitro: | Gagelmann |

|                                                    |           |  |
| Alaba 19’ (rig.), 51’ Schweinsteiger 32’ Gómez 63’ | Marcatori |  |

| Arbitro: | Stark |

|                            |           |                 |
| Ivanschitz 27’ Pospěch 63’ | Marcatori | 41’, 82’ Bastos |

| Arbitro: | Weiner |

|                |           |                   |
| Matip 29’, 81’ | Marcatori | 56’ Bellinghausen |

| Arbitro: | Gräfe |

|          |           |                                           |
| Olić 50’ | Marcatori | 33’, 63’ Draxler 79’ Farfán 86’ Huntelaar |

| Arbitro: | Gagelmann |

|                           |           |                 |
| Draxler 12’ Huntelaar 35’ | Marcatori | 59’ Lewandowski |

| Arbitro: | Drees |

|                                    |           |  |
| Feulner 31’ Esswein 69’ Frantz 87’ | Marcatori |  |

| Arbitro: | Brych |

|                                 |           |  |
| Höger 71’ Raffael 79’ Pukki 83’ | Marcatori |  |

| Arbitro: | Kircher |

|  |           |                        |
|  | Marcatori | 51’ Draxler 68’ Marica |

| Arbitro: | Gräfe |

|                              |           |                         |
| Pukki 71’ Raffael 87’ (rig.) | Marcatori | 39’ Rolfes 58’ Kießling |

| Arbitro: | Perl |

|          |           |  |
| Russ 41’ | Marcatori |  |

| Arbitro: | Sippel |

|                                    |           |           |
| Bastos 10’ Huntelaar 21’, 58’, 66’ | Marcatori | 5’ Jansen |

| Arbitro: | Meyer |

|  |           |             |
|  | Marcatori | 82’ Draxler |

| Arbitro: | Aytekin |

|                    |           |                   |
| Ulreich 90’ (aut.) | Marcatori | 25’, 66’ Ibišević |

| Arbitro: | Brych |

|            |           |                                 |
| Schmid 54’ | Marcatori | 20’ Draxler 57’ (aut.) Schuster |

### Coppa di Germania
| Arbitro: | Welz |

|  |           |                                                   |
|  | Marcatori | 23’ Papadopoulos 26’, 57’ Draxler 64’, 71’ Marica |

| Arbitro: | Weiner |

|                                      |           |  |
| Afellay 11’ Marica 63’ Huntelaar 79’ | Marcatori |  |

| Arbitro: | Fritz |

|               |           |                          |
| Huntelaar 75’ | Marcatori | 30’ Caligiuri 83’ Müller |

### Champions League

#### Fase a gironi
| Arbitro: | Borbalán |

|            |           |                           |
| Abdoun 58’ | Marcatori | 41’ Höwedes 59’ Huntelaar |

| Arbitro: | Karasëv |

|                                  |           |                     |
| Draxler 26’ Huntelaar 53’ (rig.) | Marcatori | 13’ Fana 90’ Camara |

| Arbitro: | Eriksson |

|  |           |                           |
|  | Marcatori | 76’ Huntelaar 86’ Afellay |

| Arbitro: | Rizzoli |

|                          |           |                        |
| Huntelaar 45’ Farfán 67’ | Marcatori | 18’ Walcott 26’ Giroud |

| Arbitro: | Kuipers |

|           |           |  |
| Fuchs 77’ | Marcatori |  |

| Arbitro: | Lahoz |

|             |           |             |
| Herrera 59’ | Marcatori | 56’ Höwedes |

#### Fase ad eliminazione diretta
| Arbitro: | Collum |

|            |           |           |
| Yılmaz 12’ | Marcatori | 45’ Jones |

| Arbitro: | Eriksson |

|                           |           |                                   |
| Neustädter 17’ Bastos 63’ | Marcatori | 37’ Altıntop 42’ Yılmaz 90’ Bulut |

## Statistiche

### Statistiche di squadra
| Competizione      | Punti | In casa | In casa | In casa | In casa | In casa | In casa | In trasferta | In trasferta | In trasferta | In trasferta | In trasferta | In trasferta | Totale | Totale | Totale | Totale | Totale | Totale | DR  |
| Competizione      | Punti | G       | V       | N       | P       | Gf      | Gs      | G            | V            | N            | P            | Gf           | Gs           | G      | V      | N      | P      | Gf     | Gs     | DR  |
| ----------------- | ----- | ------- | ------- | ------- | ------- | ------- | ------- | ------------ | ------------ | ------------ | ------------ | ------------ | ------------ | ------ | ------ | ------ | ------ | ------ | ------ | --- |
| Bundesliga        | 55    | 17      | 10      | 3       | 4       | 35      | 22      | 17           | 6            | 4            | 7            | 23           | 28           | 34     | 16     | 7      | 11     | 58     | 50     | +8  |
| Coppa di Germania | -     | 2       | 1       | 0       | 1       | 4       | 2       | 1            | 1            | 0            | 0            | 5            | 0            | 3      | 2      | 0      | 1      | 9      | 2      | +7  |
| Champions League  | -     | 4       | 1       | 2       | 1       | 7       | 7       | 4            | 2            | 2            | 0            | 6            | 3            | 8      | 3      | 4      | 1      | 13     | 10     | +3  |
| Totale            | -     | 23      | 12      | 5       | 6       | 46      | 31      | 22           | 9            | 6            | 7            | 34           | 31           | 45     | 21     | 11     | 13     | 80     | 62     | +18 |

### Andamento in campionato
| Giornata  | 1 | 2 | 3 | 4 | 5 | 6 | 7 | 8 | 9 | 10 | 11 | 12 | 13 | 14 | 15 | 16 | 17 | 18 | 19 | 20 | 21 | 22 | 23 | 24 | 25 | 26 | 27 | 28 | 29 | 30 | 31 | 32 | 33 | 34 |
| --------- | - | - | - | - | - | - | - | - | - | -- | -- | -- | -- | -- | -- | -- | -- | -- | -- | -- | -- | -- | -- | -- | -- | -- | -- | -- | -- | -- | -- | -- | -- | -- |
| Luogo     | T | C | T | C | C | T | C | T | C | T  | C  | T  | C  | T  | C  | T  | C  | C  | T  | C  | T  | T  | C  | T  | C  | T  | C  | T  | C  | T  | C  | T  | C  | T  |
| Risultato | N | V | V | P | V | N | V | V | V | P  | V  | P  | N  | P  | N  | P  | P  | V  | N  | P  | P  | N  | V  | V  | V  | P  | V  | V  | N  | P  | V  | V  | P  | V  |
| Posizione | 8 | 4 | 4 | 5 | 4 | 4 | 3 | 3 | 2 | 2  | 2  | 2  | 3  | 4  | 4  | 5  | 7  | 5  | 6  | 6  | 10 | 9  | 9  | 6  | 4  | 5  | 4  | 4  | 4  | 4  | 4  | 4  | 4  | 4  |

Legenda:

Luogo: C = Casa; T = Trasferta. Risultato: V = Vittoria; N = Pareggio; P = Sconfitta.

### Statistiche dei giocatori
| Giocatore       | Bundesliga | Bundesliga | Bundesliga  | Bundesliga | Coppa di Germania | Coppa di Germania | Coppa di Germania | Coppa di Germania | Champions League | Champions League | Champions League | Champions League | Totale   | Totale | Totale      | Totale     |
| Giocatore       | Presenze   | Reti       | Ammonizioni | Espulsioni | Presenze          | Reti              | Ammonizioni       | Espulsioni        | Presenze         | Reti             | Ammonizioni      | Espulsioni       | Presenze | Reti   | Ammonizioni | Espulsioni |
| --------------- | ---------- | ---------- | ----------- | ---------- | ----------------- | ----------------- | ----------------- | ----------------- | ---------------- | ---------------- | ---------------- | ---------------- | -------- | ------ | ----------- | ---------- |
| R. Fährmann     | -          | -          | -           | -          | -                 | -                 | -                 | -                 | -                | -                | -                | -                | -        | -      | -           | -          |
| T. Hildebrand   | 21         | 0          | 0           | 0          | 3                 | 0                 | 0                 | 0                 | 3                | 0                | 0                | 0                | 27       | 0      | 0           | 0          |
| F. Oswald       | -          | -          | -           | -          | -                 | -                 | -                 | -                 | -                | -                | -                | -                | -        | -      | -           | -          |
| L. Unnerstall   | 13         | 0          | 1           | 0          | -                 | -                 | -                 | -                 | 5                | 0                | 1                | 0                | 18       | 0      | 2           | 0          |
| K. Ayhan        | -          | -          | -           | -          | -                 | -                 | -                 | -                 | -                | -                | -                | -                | -        | -      | -           | -          |
| D. Erdmann      | -          | -          | -           | -          | -                 | -                 | -                 | -                 | -                | -                | -                | -                | -        | -      | -           | -          |
| C. Fuchs        | 29         | 0          | 7           | 0          | 2                 | 0                 | 0                 | 0                 | 6                | 1                | 1                | 0                | 37       | 1      | 8           | 0          |
| B. Höwedes      | 32         | 0          | 3           | 0          | 3                 | 0                 | 0                 | 0                 | 8                | 2                | 1                | 0                | 43       | 2      | 4           | 0          |
| S. Kolašinac    | 16         | 0          | 2           | 0          | 1                 | 0                 | 0                 | 0                 | 3                | 0                | 2                | 0                | 20       | 0      | 4           | 0          |
| J. Matip        | 32         | 3          | 4           | 0          | 1                 | 0                 | 0                 | 0                 | 6                | 0                | 2                | 0                | 39       | 3      | 6           | 0          |
| C. Metzelder    | 4          | 0          | 0           | 0          | 2                 | 0                 | 0                 | 0                 | 1                | 0                | 0                | 0                | 7        | 0      | 0           | 0          |
| K. Papadopoulos | 10         | 1          | 0           | 1          | 2                 | 1                 | 2                 | 0                 | 4                | 0                | 1                | 0                | 16       | 2      | 3           | 1          |
| A. Uchida       | 24         | 1          | 1           | 0          | 1                 | 0                 | 0                 | 0                 | 5                | 0                | 0                | 0                | 30       | 1      | 1           | 0          |
| I. Afellay      | 10         | 2          | 2           | 0          | 1                 | 1                 | 0                 | 0                 | 4                | 1                | 1                | 0                | 15       | 4      | 3           | 0          |
| T. Barnetta     | 21         | 0          | 1           | 0          | 3                 | 0                 | 0                 | 0                 | 7                | 0                | 0                | 0                | 31       | 0      | 1           | 0          |
| M. Höger        | 22         | 3          | 5           | 0          | 2                 | 0                 | 0                 | 0                 | 6                | 0                | 3                | 0                | 30       | 3      | 8           | 0          |
| J. Jones        | 25         | 1          | 6           | 1          | 2                 | 0                 | 1                 | 0                 | 6                | 1                | 3                | 0                | 33       | 2      | 10          | 1          |
| R. Klingenburg  | -          | -          | -           | -          | -                 | -                 | -                 | -                 | -                | -                | -                | -                | -        | -      | -           | -          |
| M. Torres       | -          | -          | -           | -          | -                 | -                 | -                 | -                 | -                | -                | -                | -                | -        | -      | -           | -          |
| M. Meyer        | 5          | 0          | 0           | 0          | -                 | -                 | -                 | -                 | 1                | 0                | 0                | 0                | 6        | 0      | 0           | 0          |
| M. Bastos       | 14         | 4          | 1           | 0          | -                 | -                 | -                 | -                 | 2                | 1                | 0                | 0                | 16       | 5      | 1           | 0          |
| C. Moritz       | 6          | 0          | 0           | 0          | 1                 | 0                 | 0                 | 0                 | -                | -                | -                | -                | 7        | 0      | 0           | 0          |
| R. Neustädter   | 31         | 3          | 5           | 0          | 2                 | 0                 | 0                 | 0                 | 8                | 1                | 0                | 0                | 41       | 4      | 5           | 0          |
| V. Pliatsikas   | -          | -          | -           | -          | -                 | -                 | -                 | -                 | -                | -                | -                | -                | -        | -      | -           | -          |
| Raffael         | 16         | 2          | 0           | 0          | -                 | -                 | -                 | -                 | -                | -                | -                | -                | 16       | 2      | 0           | 0          |
| J. Draxler      | 30         | 10         | 5           | 0          | 3                 | 2                 | 0                 | 0                 | 6                | 1                | 0                | 0                | 39       | 13     | 5           | 0          |
| J. Farfán       | 27         | 6          | 1           | 0          | 1                 | 0                 | 0                 | 0                 | 7                | 1                | 0                | 0                | 35       | 7      | 1           | 0          |
| K. Huntelaar    | 26         | 10         | 4           | 1          | 2                 | 2                 | 0                 | 0                 | 7                | 4                | 1                | 0                | 35       | 16     | 5           | 1          |
| C. Marica       | 13         | 3          | 2           | 0          | 3                 | 3                 | 1                 | 0                 | 3                | 0                | 0                | 0                | 19       | 6      | 3           | 0          |
| C. Obasi        | 4          | 0          | 0           | 0          | 1                 | 0                 | 0                 | 0                 | 2                | 0                | 0                | 0                | 7        | 0      | 0           | 0          |
| T. Pukki        | 17         | 3          | 0           | 0          | 2                 | 0                 | 0                 | 0                 | 5                | 0                | 0                | 0                | 24       | 3      | 0           | 0          |
| Edu             | 1          | 0          | 0           | 0          | 1                 | 0                 | 0                 | 0                 | -                | -                | -                | -                | 2        | 0      | 0           | 0          |
| L. Holtby       | 19         | 4          | 4           | 0          | 2                 | 0                 | 0                 | 0                 | 6                | 0                | 1                | 0                | 27       | 4      | 5           | 0          |